# Alternativ för Sverige
Alternativ för Sverige (kurz AfS, deutsch: Alternative für Schweden) ist eine rechtspopulistische politische Partei in Schweden.

## Geschichte
Die Partei basiert auf einer Initiative von Mitgliedern der Jugendorganisation der Schwedendemokraten, die 2015 von denen kollektiv ausgeschlossen worden waren; darunter auch mehrere Reichstagsabgeordnete, die bis zum Ende der Legislaturperiode als unabhängige Kandidaten weiterhin im Reichstag vertreten waren. Anfang März 2018 wurde bekannt, dass sich daraus eine Partei mit dem Namen „Alternative für Schweden“ formierte, die zu den bevorstehenden Reichstagswahlen im Herbst 2018 antreten werde.

## Politische Einordnung
Die Alternativ för Sverige befürwortet die Remigration von Migranten, keine Interventionen, den Rückzug Schwedens aus der Europäischen Union, eine Einheitssteuer, Gegnerschaft zur NATO und z. B. verbesserte Tierrechte. Die Partei positioniert sich rechts der rechtspopulistischen Schwedendemokraten. Parteivorsitzender Gustav Kasselstrand behauptet, inspiriert zu sein durch Parteien wie die Alternative für Deutschland, die Freiheitlichen Partei Österreichs und die französische Rassemblement National. Laut einem Gastbeitrag von Jan Henrik Holst in Tichys Einblick erinnert die Partei jedoch in Inhalt und Stil wesentlich stärker an die Identitäre Bewegung.

## Wahlen

### Reichstagswahl 2018
Die Partei nahm mit einer Liste von 50 Kandidaten in allen Wahlkreisen an den Reichstagswahlen 2018 teil. Sie erzielte ein Ergebnis von 0,3 Prozent der Stimmen und gewann damit keine Sitze im Parlament.

### Wahlergebnisse
| Jahr | Wahl                | Stimmen | %      | Sitze |
| ---- | ------------------- | ------- | ------ | ----- |
| 2018 | Reichstagswahl 2018 | 20.290  | 0,31 % | 0/349 |
| 2019 | Europawahl 2019     | 19.178  | 0,46 % | 0/20  |
| 2022 | Reichstagswahl 2022 | 16.646  | 0,26 % | 0/349 |
| 2024 | Europawahl 2024     | 17.049  | 0,41 % | 0/21  |